# Basketbalteam van het Gemenebest van Onafhankelijke Staten (vrouwen)
Het Basketbalteam van het Gemenebest van Onafhankelijke Staten of ook wel Gezamenlijk Team basketbal bestond voor korte tijd na het uiteenvallen van de Sovjet-Unie uit voormalige Sovjet-republieken met uitzondering van de Baltische staten. Ze werden informeel het Gemenebest van Onafhankelijke Staten (GOS) genoemd alhoewel Georgië pas in 1993 lid werd van het GOS. Het nam deel aan de Olympische Spelen van 1992. Het team droeg de naam "Equipe Unifiée", had de IOC-code "EUN" en voerden de olympische vlag.

## Leden
De volgende landen waren onderdeel van het Gezamenlijk team:
- Armenië (ARM)
- Azerbeidzjan (AZE)
- Georgië (GEO)
- Kazachstan (KAZ)
- Kirgizië (KGZ)
- Moldavië (MDA)
- Oekraïne (UKR)
- Oezbekistan (UZB)
- Rusland (RUS)
- Tadzjikistan (TJK)
- Turkmenistan (TKM)
- Wit-Rusland (BLR)

## Het Gezamenlijk team tijdens internationale toernooien

### Kwalificatie toernooi voor de Olympische Spelen in 1992
- 28 mei 1992 (Vigo)  GOS -  Japan 96-69
- 29 mei 1992 (Vigo)  GOS -  Zuid-Korea 105-73
- 31 mei 1992 (Vigo)  GOS -  Senegal 2-0 (Senegal meldde zich af voor het toernooi)
- 1 juni 1992 (Vigo)  GOS -  Italië 88-55
- 3 juni 1992 (Vigo)  GOS -  Mexico 85-50
- 4 juni 1992 (Vigo)  GOS -  Canada 101-57
- 5 juni 1992 (Vigo)  GOS -  Bulgarije 105-86

### Olympische Spelen
- Olympische Spelen 1992:

### Coaches
- - Jevgeni Gomelski (1992)